# Paralepidonotus indica
Paralepidonotus indica är en ringmaskart som först beskrevs av Thomas Henry Potts 1910.  Paralepidonotus indica ingår i släktet Paralepidonotus och familjen Polynoidae. Inga underarter finns listade i Catalogue of Life.